# مهرجان شنغهاي السينمائي الدولي

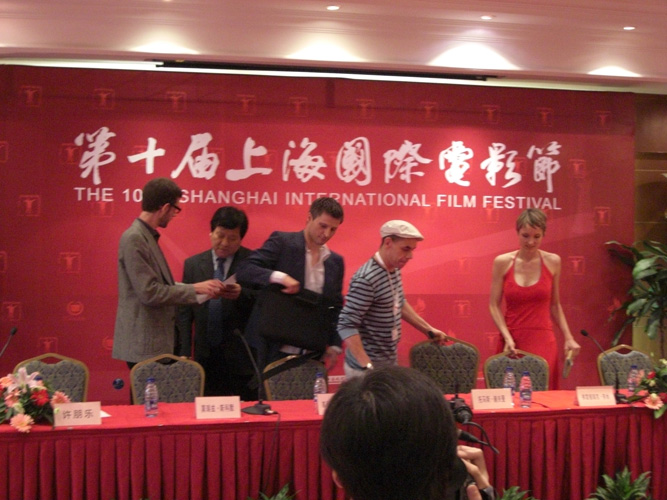
مهرجان عام 2007

مهرجان شنغهاي السينمائي الدولي (بالصينية: 上海 国际 电影 节 ويختصر بSIFF) هو واحد من أكبر المهرجانات السينمائية في شرق آسيا. يعتبر مهرجان شنغهاي إلى جانب مهرجان طوكيو السينمائي الدولي من أكبر المهرجانات السينمائية في آسيا. أقيم المهرجان لأول مرة في الفترة من 7 أكتوبر إلى 14 في عام 1993 وعقد مرة كل سنتين حتى عام 2001. في عام 2003 حجب المهرجان بسبب تفشى مرض السارس.